# Abaj Kunanbajev
Abaj Ibrahim Kunanbajev i Qunanbayuli —Абай (Ибраһим) Құнанбайұлы en ciríl·lic kazakh, Абай Ибрагим Кунанбаев en ciríl·lic rus (muntanya Shinghis, 10 d'agost de 1845— i va morir a la Vall de Jidebay, el 6 de juliol de 1904 escriptor i filòsof kazakh. Se'l sol representar amb robes tradicionals kazakhs i la Universitat nacional del Kazakhstan porta el seu nom, així com els principals carrers d'Astanà i Almati. És considerat el creador de la literatura nacional kazakh. Entre els seus deixebles hi ha el poeta Şekerim Qudayberdiulı (1858-1931). El 1942, Mukhtar Auezov escriví Abaj Zholy (el camí d'Abaj), una novel·la sobre la vida i obra d'Abaj.
Fill de Qunanbay i la seva segona esposa Uljan, el seu nom és Ibrahim, "Abaj" (o Abai/Abay), és un sobrenom donat pel talent que tenia i significa "acurat". L'estatus econòmic del seu pare li va permetre assistir a una escola russa després d'assistir a una madrassa dirigida pel mul·là Ahmet Ryza. A la seva escola de Semei, va conèixer als escriptors Mikhaïl Lèrmontov i Aleksandr Puixkin.
A més de traduir textos del rus, va escriure sobretot poesia, d'un caràcter molt nacionalista; abans d'ell, la literatura kazakh va ser bàsicament oral, fent-se ressò de la forma de vida nòmada del poble kazakh. Però en l'època d'Abaj, va haver-hi molts canvis sociopolítics i econòmics.

## Obres
- Llibre de paraules (Kara Sota'zder)
- Abaj: Eki Tomdiq Shigharmalar Jinaghi, Almati: Jazushi Baspasi,
- Duniede, sira, sendey dt.ğan jar joq, Almati: "Jaylyn"
- Ata Aqyly, Almati, Balausi
- Qazaq Aqyny Ibrahim Qunanbay Oghlynyng Olangy (1909)

Obre de poesia.